# Mouettes
Mouettes ist eine französische Gemeinde mit 753 Einwohnern (Stand: 1. Januar 2022) im Département Eure in der Region Normandie. Sie gehört zum Arrondissement Évreux und zum Kanton Saint-André-de-l’Eure. Die Einwohner werden Mouettais und Mouettaises genannt.

## Geografie
Mouettes liegt im östlichen Teil des Départements Eure, etwa 23 Kilometer südöstlich von Évreux. Umgeben wird Mouettes von den Nachbargemeinden Mousseaux-Neuville im Norden und Westen, La Couture-Boussey im Osten und Nordosten, Ézy-sur-Eure im Südosten, Croth im Süden, L’Habit im Süden und Südwesten sowie Champigny-la-Futelaye im Westen und Südwesten.

## Einwohnerentwicklung
| Jahr      | 1962 | 1968 | 1975 | 1982 | 1990 | 1999 | 2006 | 2013 | 2020 |
| --------- | ---- | ---- | ---- | ---- | ---- | ---- | ---- | ---- | ---- |
| Einwohner | 269  | 228  | 233  | 292  | 484  | 566  | 688  | 726  | 747  |

## Sehenswürdigkeiten

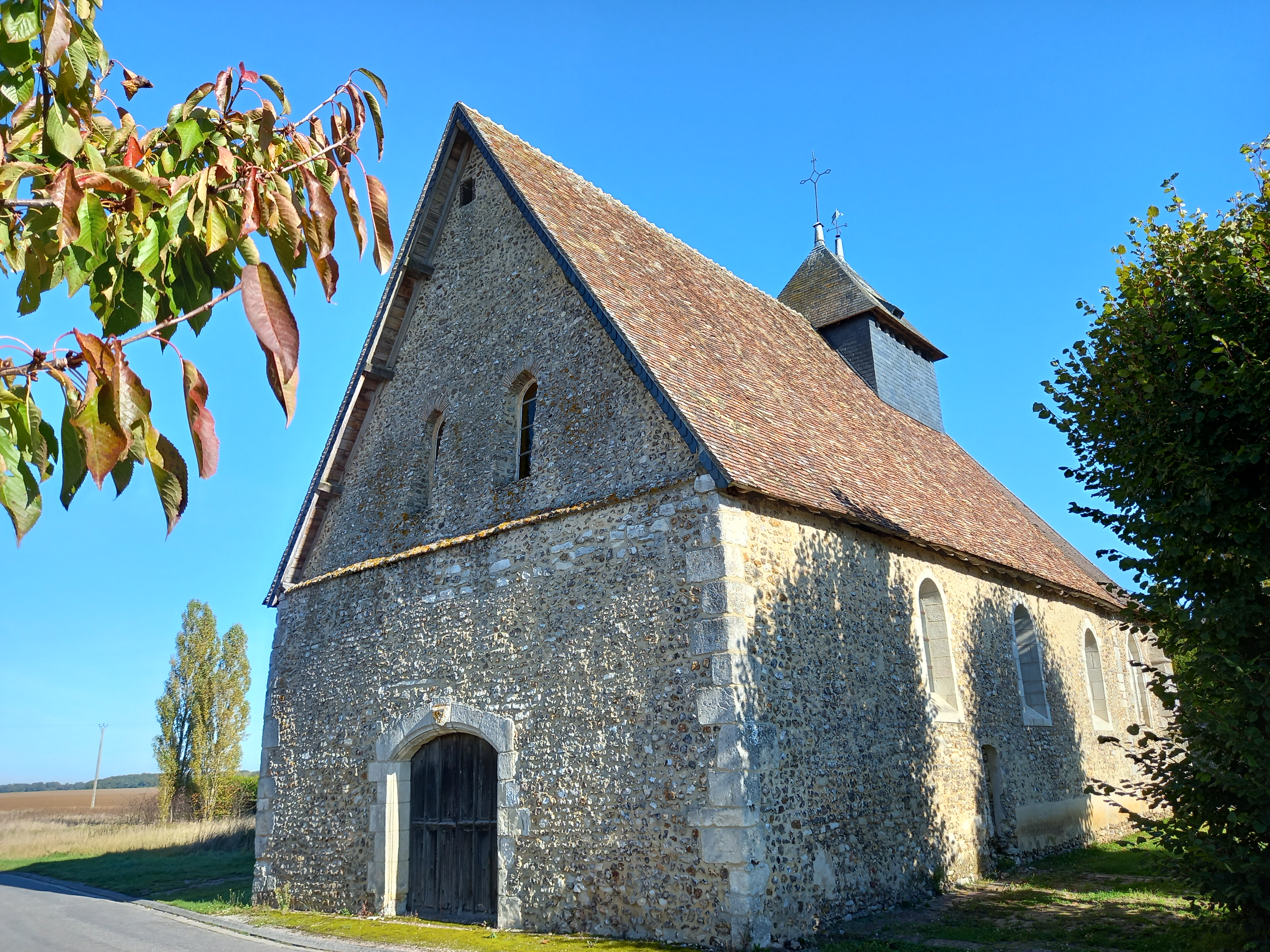
Kirche Saint-Jacques-le-Majeur

- Kirche Saint-Jacques-le-Majeur